# 埃尔塞德罗 (埃雷拉省)
埃尔塞德罗是巴拿马埃雷拉省洛斯波索斯区的一个城市，2010年是人口为503。 该市2000年时人口为543，1990年时人口为539。